# Tupoljev Tu-324
Tupoljev Tu-324 je bilo predlagano dvomotorno reaktivno regionalno potniško letalo biroja Tupoljev. Imelo bi kapaciteto 30-50 sedežev in bi lahko operiralo s kratkih in slabo pripravljenih stez. Poganjali bi ga Ivčenko-Progress AI-22 ali  Rolls-Royce BR710 turboventilatorski motorji. Bila je predlagana tudi poslovna verzija z 8-10 sedeži in tovorna verzija. Doseg letala bi bil 2500-7500 km, odvisno od različice.  Tu-324 naj bi nadomestil starejše Jak-40, Tu-134, An-24 in An-26 na ruskih regionalnih progah.

## Tehnične specifikacije
(preliminarne)
- Posadka: 2
- Kapaciteta: 30–50 potnikov
- Dolžina: 26.2 m (7.3 m)
- Razpon kril: 24.7 m
- Naložena teža: 24,630 kg ()
- Motorji: 2 × AI-22 ali BR710 turbofan
- Potovalna hitrost: 800 km/h
- Dolet: 4,500 km